# Daniel Carriço
Daniel Filipe Martins Carriço (ur. 4 sierpnia 1988 w Cascais) – portugalski piłkarz, który występował na pozycji obrońcy. Wychowanek Sportingu CP.

## Kariera
Zawodową karierę piłkarską rozpoczął w 2007 roku, kiedy to jako wychowanek trafił do pierwszej drużyny Sportingu. Przez dwa kolejne lata był wypożyczany do innych klubów. W 2008 zadebiutował w reprezentacji Portugalii do lat 21. Rozegrawszy 16 meczów opuścił kadrę w 2011 roku, przekraczając limit wieku dla tej kategorii. W sezonie 2010/11 trener Paulo Sérgio mianował go kapitanem drużyny z Lizbony. 1 stycznia 2013 podpisał kontrakt z Reading, które zapłaciło za niego 600 tysięcy funtów.